# 同心镇 (宁洱县)
同心镇，是中华人民共和国云南省普洱市宁洱哈尼族彝族自治县下辖的一个乡镇级行政单位。
2012年12月28日，云南省人民政府批复同意撤销同心乡，设立同心镇。

## 行政区划
同心镇下辖以下地区：
同心村、那柯里村、曼海村、锅底塘村、石膏井村、大凹子村、那勐勐村、马鞍山村、富强村和会连村。

## 中国传统村落
2012年，那柯里村被评为首批“中国传统村落”。